# Carlos Teodoro, Duque na Baviera
Carlos Teodoro, Duque na Baviera (Pöcking, 9 de agosto de 1839 — Kreuth, 30 de novembro de 1909), foi renomado oftalmologista.  
Membro da Casa de Wittelsbach, era irmão da imperatriz "Sissi" da Áustria.

## Educação e carreira
Carlos Teodoro, Duque na Baviera, nasceu no Castelo de Possenhofen, como o terceiro filho de Maximiliano José, Duque na Baviera, e de sua esposa, a princesa Luísa Guilhermina da Baviera. Aos catorze anos, ele se juntou ao exército bávaro. Em 1866, Carlos Teodoro lutou na Guerra Civil Alemã. Matriculou-se na Universidade de Munique, onde estudou Filosofia, Direito, Economia e Medicina. Entre seus professores, estiveram o químico Justus von Liebig, o patologista Ludwig von Buhl e o físico Philipp von Jolly.
Em 1870, os estudos de Carlos Teodoro foram interrompidos pela Guerra franco-prussiana, da qual participou. Com o fim da guerra, continuou seus estudos, sendo nomeado um honorário doutor de medicina em 1872. No ano seguinte, ele completou os requerimentos de seu grau acadêmico. Então estudou oftalmologia em Viena e em Zurique.
Em 1877, Carlos Teodoro começou a exercer a profissão de médico em Mentone. Freqüentemente, era auxiliado por sua segunda esposa Maria José, filha de Miguel I de Portugal. Em 1880, abriu uma clínica em seu castelo, em Tegernsee. Quinze anos depois, fundou a Clínica de Olhos Duque Carlos Teodoro, em Munique. Entre 1895 e 1909, Carlos Teodoro fez pessoalmente mais de cinco mil operações de catarata.

## Casamento e filhos
Em 11 de fevereiro de 1865, em Dresda, Carlos Teodoro desposou a princesa Sofia da Saxônia (1845-1867), filha do rei João I da Saxônia. Tiveram uma única filha:
- Amália (1865-1912), casou-se com Mindaugas II da Lituânia.

Em 29 de abril de 1874, em Kleinheubach, Carlos Teodoro casou-se com a princesa portuguesa Maria José (1857-1943), filha do rei Miguel I de Portugal. O casal teve cinco filhos:
- Sofia (1875-1957), que se casou com o conde Hans Veit zu Toerring-Jettenbach.
- Isabel (1876-1965), que se casou com Alberto I da Bélgica.
- Maria Gabriela (1878-1912), que se casou com Ruperto, Príncipe Herdeiro da Baviera.
- Luís Guilherme (1884-1968), que se casou com a princesa Leonor de Sayn-Wittgenstein-Berleburg.
- Francisco José (1888-1912)